# Listrocheiritium styricum
Listrocheiritium styricum är en mångfotingart som beskrevs av Karl Wilhelm Verhoeff 1915. Listrocheiritium styricum ingår i släktet Listrocheiritium och familjen knöldubbelfotingar. Inga underarter finns listade i Catalogue of Life.